# Nicky Nicolau
Nicky Nicolau, född 12 oktober 1983 i Camden i London i England, är en engelsk fotbollsspelare.